# 에스마 레제포바
에스마 레제포바(마케도니아어: Есма Реџепова, 1943년 8월 21일 ~ 2016년 12월 11일)는 마케도니아 공화국의 자선가, 가수이다. 유로비전 송 콘테스트 2013에서 마케도니아 공화국 대표로 참가했다. 집시 전통 음악을 소재로 한 노래를 발표했으며 "집시의 여왕"이라는 별칭으로 부르기도 한다.